# One More Saturday Night

One More Saturday Night est une comédie américaine réalisée par Dennis Klein en 1986.

## Fiche technique
- Titre : One More Saturday Night
- Réalisation : Dennis Klein
- Scénario : Tom Davis et Al Franken
- Genre : Comédie
- Sortie :  États-Unis : 22 août 1986

## Distribution
- Tom Davis : Larry Hays
- Al Franken : Paul Flum
- Moira Harris : Peggy
- Frank Howard : Eddie
- Bess Meyer : Tobi
- David Reynolds : Russ Cadwell
- Chelcie Ross : M. Lundahl
- Nan Woods : Diane Lundahl
- Nina Siemaszko : Karen Lundahl
- Jonathan Singer : Kevin Lundahl
- Eric Saiet : Doug
- Meshach Taylor : Bill Neal
- Dianne B. Shaw : Lynn Neal
- Kevin J. O'Connor : Hood